# Arabische Zee
De Arabische Zee (Arabisch: بحر العرب, Bahr al-'Arab, Latijn: Mare Erythraeum) is als randzee een deel van de Indische Oceaan tussen het Arabisch Schiereiland en India.
De zee heeft een breedte van ongeveer 2400 kilometer en de maximumdiepte is ongeveer 5000 meter. In het westen loopt de zee uit in de Golf van Aden. In het noordwesten is de zee met de Golf van Oman verbonden, die wederom met de Perzische Golf verbonden is. De Golf van Khambhat in de Indiase kust is onderdeel van de Arabische Zee. In het zuidoosten is de zee verbonden met de Laccadivenzee.
Landen die aan de kust van de Arabische Zee liggen zijn India, Iran, Oman, Pakistan, Jemen en de Verenigde Arabische Emiraten (VAE). Steden aan de kust zijn onder andere Mumbai in India en Karachi in Pakistan.